# Неоднородное дифференциальное уравнение
Неоднородное дифференциальное уравнение — дифференциальное уравнение (обыкновенное или в частных производных), которое содержит не равный тождественно нулю свободный член — слагаемое, не зависящее от неизвестных функций.
Обычно имеет те же свойства, что и соответствующее однородное уравнение — уравнение с отброшенным свободным членом.
В физике часто называют свободный член «неоднородностью» или «возмущением», а соответствующее решение — «возмущённым». Если уравнение представляет собой закон колебаний, то в случае неоднородных уравнений говорят о вынужденных колебаниях.

## Алгоритм решения
Решение задачи анализа в системе, поведение которой описывается неоднородным дифференциальным уравнением n-го порядка с постоянными коэффициентами:
1. Решается соответствующее однородное дифференциальное уравнение (путём обнуления свободного члена). В частности, если оно представляет собой линейное:
  - По виду однородного дифференциального уравнения записывается характеристическое уравнение
  - Определяются корни характеристического уравнения
  - По виду корней характеристического уравнения записывается общее решение однородного дифференциального уравнения
2. По виду правой части неоднородного дифференциального уравнения подбирается его частное решение — «вынужденная» составляющая решения исходного неоднородного дифференциального уравнения
3. Записывается полное решение неоднородного дифференциального уравнения, которое представляет собой сумму общего решения однородного дифференциального уравнения и вынужденную составляющую решения неоднородного дифференциального уравнения с неизвестными постоянными интегрирования.
4. Если требуется, из начальных условий определяются постоянные интегрирования